# 애리조나목화쥐
애리조나목화쥐(Sigmodon arizonae)는 비단털쥐과에 속하는 설치류이다. 멕시코와 미국에서 발견된다.

## 특징
애리조나목화쥐는 전형적인 쥐의 겉모습을 닮았으며, 거친털목화쥐와 충분히 유사해서 1970년 유전자 분석을 통해 별도의 종으로 확인되기 전까지는 같은 종의 일부로 간주했다. 몸에 거친 갈색 털이 덮여 있으며, 하체는 희끄무레한 색을 띠고 발은 회색이다. 비늘털을 가진 꼬리는 진한 색을 띠고, 털이 아주 듬성듬성 나 있다. 성체의 전체 몸길이는 25~36cm이고, 꼬리는 길이는 10~15cm, 몸무게는 83~300g 정도이다. 수컷이 암컷보다 약간 크지만 겉모습은 암수가 거의 유사하다. 암컷은 10~12개의 젖꼭지를 갖고 있고, 최대 젖꼭지 수만큼 새끼를 낳는 것으로 추정하고 있다. 연중 번식을 한다.

## 분포 및 서식지
애리조나목화쥐는 미국 애리조나주 남부와 중부, 뉴멕시코주 남서부 극단 구석, 소노라 주]]에서 나야리트주 사이의 멕시코 서부에서 발견된다. 분포 지역 전역의 준 사막지대와 개활지 초원 또는 습지 서식지의 강가와 냇가, 기타 민물과 가까운 곳에서 생활한다. 특히 풀이 울창하게 우거진 지역에 의존하다.

## 아종
5종의 알려진 아종 중에서 승명 아종 Sigmodon arizonae arizonae을 포함하여 2종은 20세기에 멸종된 것으로 간주되고 있다. 현존하는 3종의 아종은 다음과 같다.
- Sigmodon arizonae cienegae - 애리조나 주, 소노라 주 북부
- Sigmodon arizonae major - 소노라 주 남부, 시날로아주, 나야리트주
- Sigmodon arizonae plenus - 애리조나 라 파스 카운티 서부